# Legat (romarriket)
En legat (latin legatus) var i antikens Rom en hög officer direkt under överbefälhavaren, dux, och över militärtribunerna i rank. Legaterna utsågs från senatorsklassen. En legatus pro praetore (eller legatus augusti) var under kejsartiden en legat som handlade å praetorns (alltså kejsarens) vägnar. En sådan legat var alltså kejsarens ställföreträdare i kejsarprovinserna, d.v.s. ståthållare i kejsarprovinserna. En legatus legionis var en armélegat, som under kejsartiden var befälhavare för en legion.